# A Man Betrayed
A Man Betrayed è un film del 1936 diretto da John H. Auer.
È un film drammatico statunitense con Edward J. Nugent, Kay Hughes e Lloyd Hughes.
Non è collegato al film omonimo, prodotto sempre dalla Republic e diretto ancora da Auer, Il club del diavolo (A Man Betrayed) del 1941.

## Produzione
Il film, diretto da John H. Auer su una sceneggiatura e un soggetto di Dorrell McGowan e Stuart E. McGowan, fu prodotto da Nat Levine e William Berke (associato) per la Republic Pictures e girato nei Republic Studios a Hollywood in California. Il titolo di lavorazione fu Missing Men.

## Distribuzione
Il film fu distribuito negli Stati Uniti dal 28 dicembre 1936 al cinema dalla Republic Pictures e per l'home video dalla Alpha Video Distributors nel 2006. Una versione, ridotta a 53 minuti, fu trasmessa in televisione nel 1952 (distribuita dalla Hollywood Television Service, sussidiaria della Republic).